# Ачисцкали
Ачисцкали (Ачис-Цкали; груз. აჭისწყალი; Чолоки) — река в муниципалитетах Кобулети и Озургети в Грузии, левый приток Бжуджи. Длина реки — 21 км.
Берёт начало на северных склонах Месхетского хребта на высоте 2200 метров. Летом температура в ущелье Ачисцкали значительно ниже по о сравнению с г. Озургети.
Река богата уникальными видами рыб: ручейная форель, голавль, барбусы, быстрянки и многое другое. Ручейная форель — вид, занесённый в Красную книгу Грузии, восстановление популяции которого является важной частью государственной экологической стратегии.
Река обеспечивает сёла Лихаури и Анасеули питьевой и технической водой.
Долина реки богата историческими памятниками и является рекреационной зоной, привлекающей туристов.